# Egzotropija
Egzotropija je oblik strabizma pri kojem do devijacije oka temporalno. To je suprotni pojam ezotropiji. Ljudi s egzotropijom često imaju križnu diplopiju. Intermitentna egzotropija česta je pojava. Senzorička egzotropija se pojavljuje kod slabog vida. Dječja egzotorpija (ili kongenitalna) može se uočiti tijekom prve godine života i mnogo je rjeđa od esencijalne egzotropije koja seuočava par godina kasnije. 
Sposobnost mozga da vidi trodimenzionalne predmete ovisi o pravilnoj poziciji očiju. Kad su oba oka pravilno postavljena i usmijerena prema objektu, u mozgu se stapaju u jednu sliku. Kada oba nisu jednako postavljena nego je jedno postavljeno nazalno, temporalno, prema gore ili dolje, mozak registrira dvije različite slike, što uzrokuje gubitak percepcije dubine i binokularnog vida.

## Uzroci
Uzroci egztropije nisu potpuno razjašnjeni. Postoji šest mišića koji kontroliraju pokrete očiju, njih četiri pokreću oko gore-dolje dok preostala dva lijevo-desno. Svi ti mišići moraju biti koordinirani i funkcionalni da bi se u mozgu stvorila samo jedna slika. Kada jedan ili više tih mišića ne radi ispravno mogu se pojaviti neki oblici strabizma. Strabizam je mnogo češći kod djece saporemćajima koji zahvaćaju mozak kao što su cerebralna paraliza, Downov sindrom, hidrocefalus i tumori mozga. Jedna studija pokazala je da djeca s egzotropijom tri puta češće razvijaju psihičke poremećaje u usporedbi s djecom iz opće populacije.  

## Znakovi i simptomi
Najraniji znak egzotropije je obično primjetna devijacija oka nazalno. U početku ovaj znak može se pojavljivati samo prilikom mjesečarenja, kada se dijete ne osjeća dobro ili je umorno. Devijacija također može biti primjetna kada dijete gleda u neki objekt u daljini. Učestalo dodirivnje ili trljanje oka je također uobičajeno. Dijete vjerojatno neće spomenuti da vidi dvostruko. Može se uočiti da dijete zatvara jedno oko da bi kompenziralo problem. 
Generalno gledajući egzotropija napreduje u učestalosti ponavljanja i trajanju. Kako poremećaj napreduje oči se počinju kretati prema nazalnom kad se promatraju objekti koji su blizu kao i oni koji su udaljeni. Ako se ne liječi oko se neprestano okreće prema lateralnom što urokuje gubitak binokularnog vida. 
Kod male djece s bilo kojim oblikom strabizma mozak nauči ignorirati sliku iz dispozicioniranog oka i vidi samo sliku iz zdravog oka. To nazivamo ambliopija, ili lijeno oko, a rezultat je gubitak percepcije dubine. Kod odraslih sa strabizmom, dvoslike se ponekad pojavljuju jer je mozak već naučen da dobiva informacije iz oba oka i ne može ignorirati sliku iz dispozicioniranog oka.

## Liječenje
Usporedni pregled oba oka uključujući procjenu motiliteta oka isto kao i procjenu unutarnjih očnih struktura dozvolit će oftalmologu točnu dijagnozu eksotropije. Iako naočale i/ili pokrivanje jednog oka i vježbe mogu reducirati ili pomoći u kontroli bolesnog oka kod neke djece operativni zahvat je često neizbježan. 
Postoji rijetki oblik egzotropije poznat kao konvergentna insuficijencija koja dobro odgovara na terapiju. Ovaj poremećaj je karakteriziran nemogućnošću očiju da rade zajedno pri gledanju na blizu, kao na primjer kod čitanja. Umjesto da oči fokusiraju zajedno bliski objekt jedno se okreće lateralno.
Zbog rizika operacije i zbog toga što 35 % ljudi treba bar još jedan operativni zahvat mnogi se prvo okreću vizualnoj terapiji. Ona se sastoji od raznih vizualnih vježbi.
Operacija se ponekad preporuča ako je egzotropija prisutna više od polovice dana ili se učestalost povećava s vremenom. Operacija je također indicirana ako dijete ima značajnu egzotropiju dok čita ili promatara bliske objekte i ako postoji dokaz o gubitku binokularnog vida. Ako nijedan od ovih kriterija nije zadovoljen operacija može biti odgođena uz daljnje promatranje pacijenta. U blažim oblicima egzotropije postoji šansa da poremećaj nestane s vremenom.
Operacijska tehnika uključuje malu inciziju tkiva koje pokriva oko da bi se doprijelo do očnog mišića. Odgovarajući mišić se zatim repozicionira da bi se omogućilo oku da se pravilno kreće. Postupak se vrši u općoj anesteziji. Vrijeme oporavka je brzo i većina ljudi može nastaviti s uobičajenim aktivnostima kroz nekoliko dana. Nakon operacije potrebne su korektivne naočale,a i u mnogo slučajeva javlja se potreba za ponovnom operacijom kako bi oči ostale ispravne.
Ako je djetetu potrebna operacija postupak se najčešće vrši prije no što dijete dostigne školsku dob. To je jednostavnije djetetu, a i daje očima bolju šansu da rade zajedno. Kao i kod svih operacija postoji rizik, iako je operacija strabizma najčešće siguran i efektivan zahvat.
|  | Molimo pročitajte upozorenje o korištenju medicinskih informacija. Ne provodite liječenje bez savjetovanja s liječnikom! |